# Рифы Миловзорова
Ри́фы Миловзо́рова — группа из пяти островов в архипелаге Земля Франца-Иосифа, Приморский район Архангельской области России.

## Расположение
Рифы расположены в северной части архипелага у северо-восточного окончания острова Пайера в районе мыса Острый Нос. На небольшом расстоянии от рифов находятся остров Столичка и остров Аполлонова.

## Описание
Рифы Миловзорова тянутся линией вдоль побережья острова Пайера с северо-запада на юго-восток. Расстояние от самого западного до самого восточного рифа — 2,5 километра. Самый крупный, центральный риф имеет в длину около 1 километра.
Названы в 1953 году в честь полярного капитана Павла Георгиевича Миловзорова.

## Топографические карты
Лист карты U-40-XXVIII,XXIX,XXX о. Циглера. Масштаб: 1 : 200 000. Издание 1965 г.